# Seznam hor a kopců v Belgii
Toto je seznam významných kopců ve Belgii řazený podle jejich nadmořské výšky.

## Seznam hor a kopců
| m   | Název vrcholu           | Fotografie | Pohoří        | Souřadnice                      | Poznámka                                                                 |
| --- | ----------------------- | ---------- | ------------- | ------------------------------- | ------------------------------------------------------------------------ |
| 694 | Signal de Botrange      |            | Ardeny        | 50°30′06″ s. š., 6°05′33″ v. d. | Nejvyšší vrchol Belgie                                                   |
| 693 | Weißer Stein            |            | Ardeny        | 50°24′29″ s. š., 6°22′10″ v. d. | Druhý nejvyšší vrchol Belgie                                             |
| 674 | Baraque Michel          |            | Hautes Fagnes | 50°31′07″ s. š., 6°03′44″ v. d. | Třetí nejvyšší bod Belgie. Nejvyšší místo náhroní plošiny Hautes Fagnes. |
| 658 | Steling                 |            | Hautes Fagnes | 50°34′43″ s. š., 6°12′52″ v. d. | Nejvyšší bod okresu Aachen                                               |
| 652 | Baraque de Fraiture     |            | Ardeny        | 50°15′07″ s. š., 5°43′54″ v. d. |                                                                          |
| 322 | Vaalserberg             |            | Ardeny        | 50°45′12″ s. š., 6°01′16″ v. d. |                                                                          |
| 156 | Kemmelberg              |            |               | 50°46′45″ s. š., 2°48′51″ v. d. |                                                                          |
| 149 | Mont-Saint-Aubert       |            |               | 50°39′17″ s. š., 3°23′59″ v. d. |                                                                          |
| 110 | Muur van Geraardsbergen |            |               | 50°46′20″ s. š., 3°53′24″ v. d. |                                                                          |